# Авраам (цар Мукурри)
Авраам (д/н — після 746) — 5-й цар держави Мукурри-Нобатії до 746 роках.

## Життєпис
Про походження невідомо. В арабських джерелах згаданий як «доблесний юнак, прикріплений до палацу». Після смерті царя Симона попередній володар Захаріас, що зберігав вплив у державі, обрав новим царем Авраама. Це сталося ймовірніше близько 740 року.
Можливо, спочатку перебував під впливом Кіріака, єпископа Нубії. Але потім забажав звільнити його, звернувшись з листом до коптського патріарха Александрії Михайла I. Попри сумніви щодо звинувачень на адресу Кіріака (зміст їх невідомий) синод церкви позбавив Кіріака сану єпископа, підтримавши кандидатуру царя — Іоанна. Втім Кіріаку було дозволено повернутися до Мукурри. Той оселився в монастирі, а країну, за свідченням хроністів накрили лиха: щорічний мор, відсутність дощу, особи, що свідчили проти Кіріака осліпли.
746 року Захаріас, почувши про ці дії Авраама, повалив того, замінивши на Марка. Самого Авраама заслали на острів на річці Ніл. Близько 747 року після вбивства Марка спробував повернутися до влади, проте марно.